# Das Vermächtnis der Spione
Das Vermächtnis der Spione (englischer Originaltitel: A Legacy of Spies) ist ein Spionageroman des britischen Schriftstellers John le Carré aus dem Jahr 2017. Er greift die Handlung seines Bestseller Der Spion, der aus der Kälte kam aus dem Jahr 1963 wieder auf und berichtet sie aus einer anderen Perspektive. Dabei nimmt er auch auf die Ereignisse aus Tinker Tailor Soldier Spy Bezug. Hauptfigur ist der inzwischen pensionierte britische Geheimagent Peter Guillam. Sein langjähriger Vorgesetzter George Smiley hat ebenfalls einen Auftritt. Die deutsche Übersetzung von Peter Torberg erschien wie die Originalausgabe 2017.

## Inhalt

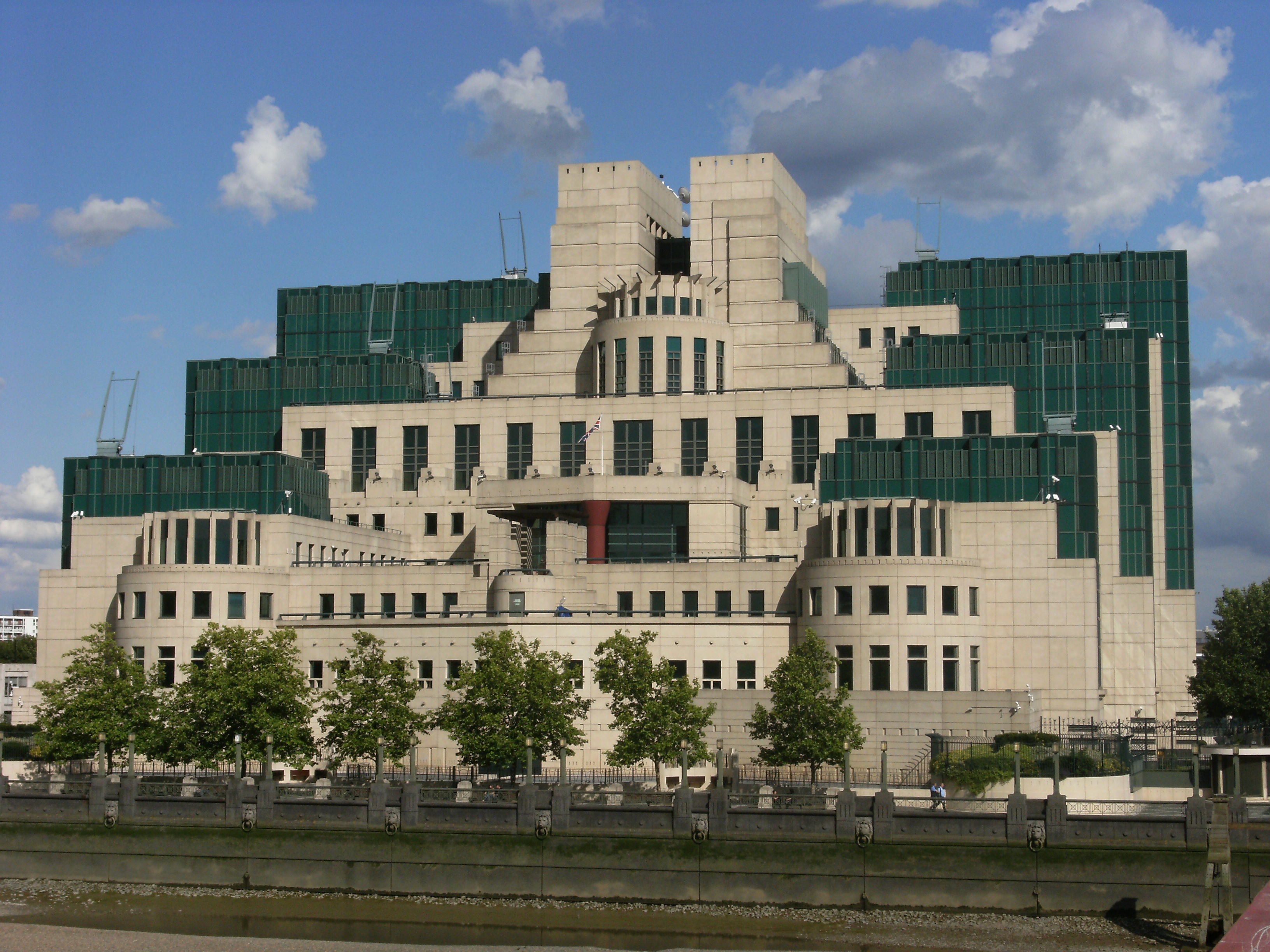
Hauptsitz des MI6 am Vauxhall Cross im London Borough of Lambeth

Der britische Geheimagent Peter Guillam hat sich in einem entlegenen Bauernhof in der Bretagne zur Ruhe gesetzt, als ihn ein Brief aus London erreicht, der sein Erscheinen im Hauptquartier des Secret Intelligence Service anordnet. Dieses befindet sich nicht länger am Cambridge Circus, was in Guillams Tagen zum Spitznamen „Circus“ geführt hat, sondern inzwischen in einem modernen Gebäude an der Themse. Der Rechtsberater des Dienstes A. Butterfield, genannt „Bunny“, und eine Historikerin mit dem Vornamen Laura befragen Guillam zu vergangenen Operationen, zu denen die Akten des Circus verschwunden sind. Bald fokussiert sich die Befragung auf zwei Operationen aus den späten 1950er bzw. frühen 1960er Jahren, der Hochzeit des Kalten Krieges, an die Guillam nur ungern zurückdenkt: „Mayflower“ und „Windfall“.
„Mayflower“ war der Deckname des ostdeutschen Arztes Karl Riemeck, der sich aus Widerstand gegen die DDR dem britischen Geheimdienst als Spion anbot. Er vermittelte auch den Kontakt zu „Tulip“, Doris Gamp, der Ehefrau eines Mitarbeiters im Außenministerium und Assistentin einer Führungskraft des Ministeriums für Staatssicherheit, die von beiden Männern misshandelt wurde. Guillam wurde als Kontaktperson von „Tulip“ eingesetzt und er beging einen Kardinalfehler für Geheimagenten, indem er sich in seine Quelle verliebte. Als „Tulip“ aufzufliegen drohte, wurde sie von den Briten durch eine Exfiltration aus der DDR herausgeschafft, nicht zuletzt, weil sie Guillams Beteuerungen glaubte, ihr zurückgelassener Sohn Gustav würde ihnen folgen. Es kam zu einer für beide Seiten unvergesslichen Liebesnacht in Prag. In einem Camp des britischen Geheimdienstes, in dem man die Überläuferin ausführlich verhörte, wurde Doris erhängt aufgefunden. Nach außen als Suizid getarnt war ihr Tod in Wahrheit die Tat des ostdeutschen Spions Hans-Dieter Mundt.
Mundt stand im Mittelpunkt der anschließenden Operation „Windfall“. Vermeintlich nach seiner Festnahme umgedreht, arbeitete er in der Folge als Doppelagent für die Briten, ohne diesen jedoch jemals bedeutende Informationen liefern zu können. Trotzdem startete Control, der Leiter des Circus, eine Operation, um Mundts Position gegenüber seinem Stasi-internen Konkurrenten Josef Fiedler zu stärken. Mit dem falschen Auftrag, Mundt zu töten, schickte er den britischen Agenten Alec Leamas in die DDR, um durch seine Enttarnung Zweifel an Mundts Loyalität zur DDR auszuräumen. Leamas wurde gemeinsam mit seiner Freundin Liz Gold von Grenzsoldaten an der Berliner Mauer getötet. Sein Tod war für Smiley und Guillam ein schwerer persönlicher Schlag und führte im britischen Geheimdienst zu einer Schwächung ihrer Abteilung Covert gegenüber der rivalisierenden Abteilung Joint der Männer um Bill Haydon, genannt „Bills Boys“. Später erwies sich ebenjener Haydon als Maulwurf, der die Aktivitäten des Circus über all die Jahre an die Sowjetunion weitergetragen hatte.
Nun, lange nach Guillams und Smileys Pensionierung, sind es die Kinder der Toten, Christoph Leamas, Karen Gold und Gustav Quinz, die den britischen Geheimdienst verklagen. Dieser möchte die Verantwortung nur allzu gern auf ein persönliches Fehlverhalten Peter Guillams abwälzen, der als Romeo-Agent Doris Gamp zu Taten angestiftet habe, die sie nicht mit ihrem Gewissen vereinbaren konnte, und seinen Freund Leamas hintergangen und in der DDR in den Tod geschickt habe. Erst als sich Guillam eine eigene Anwältin namens Tabitha nimmt, erkennt er, dass er sich nur durch die Offenlegung sämtlicher im Auftrag Smileys beiseitegeschaffter Dokumente über die fehlgeschlagenen Operationen verteidigen kann. Es gelingt ihm George Smiley aufzustöbern, der inzwischen in Freiburg im Breisgau lebt. Dieser erteilt Guillam die Freigabe für die Dokumente. Und er verteidigt sich gegen Guillams unausgesprochene Vorwürfe mit der Beteuerung, dass er all seine Taten nicht im Namen des Weltfriedens, des Kapitalismus oder des Christentums begangen habe, nicht einmal für England, sondern stets für Europa, für das er sich ein neues Zeitalter der Vernunft erhofft. Lange nach diesen Ereignissen lebt Guillam wieder sein beschauliches Leben in der Bretagne, auch wenn er noch immer auf Briefe aus England wartet.

## Rezeption
Der Roman erhielt den Deutschen Krimi Preis 2018 in der Rubrik International. Laut Thomas Wörtche ist le Carré noch immer unschlagbar „in der Eleganz seiner Dialoge, dem artifiziellen Geheimdienst-Jargon, der ein eigenes sprachliches Universum aufmacht […] und in der Virtuosität, mit dem jeder Satz drei- und vierfach kodiert ist.“ Der Roman sei weit mehr als bloß Nostalgie, sondern greife mit dem Thema „Sprache als Desinformation“ ein hochaktuelles Thema auf, die Übersetzung von Peter Torberg sei glänzend gelungen. In der Jahreswertung der Krimibestenliste 2017 erreichte er den dritten Rang.
Aktuell ist in Zeiten des Brexits auch das abschließende Bekenntnis George Smileys zu Europa: „Wenn ich eine Mission gehabt habe, dann bestand sie in Europa. Wenn ich herzlos war, dann für Europa. Wenn ich ein Ziel hatte, dann das, Europa aus dem Dunkel in ein neues Zeitalter der Vernunft zu führen.“ Laut Marcus Müntefering würde gerade in der heutigen Zeit jemand wie George Smiley gebraucht, der stets versucht hat, das richtige zu tun und sich seine Menschlichkeit zu bewahren, auch wenn sie immer wieder einem höheren, abstrakten Ziel weichen musste. Le Carré zitierte in diesem Zusammenhang May Sarton: „Es gibt Zeiten, da muss man wie ein Held denken, will man sich wie ein anständiger Mensch benehmen.“

## Ausgaben
- John le Carré: A Legacy of Spies. Penguin, London 2017, ISBN 978-0-7352-2511-4.
- John le Carré: Das Vermächtnis der Spione. Aus dem Englischen von Peter Torberg. Ullstein, Berlin 2017, ISBN 978-3-550-05012-1.
- John le Carré: Das Vermächtnis der Spione. Aus dem Englischen von Peter Torberg. Gelesen von Walter Kreye. Hörbuch Hamburg, Hamburg 2017, ISBN 978-3-95713-104-1.